# 電子遊戲史
電子遊戲在1970年代開始以商業娛樂媒體的形式出現，成為1970年代末日本、美國和歐洲一個重要娛樂工業的基礎。在1983年美國遊戲業大蕭條事件及繼而重生後的兩年，電子遊戲工業經歷了超過兩個年代的增長，成為了市值達100億美金的工業，並與電視電影業競爭，成為目前世界上最獲利的視覺娛樂產業。網路流行後，網遊、手遊更是風靡全球，不但變成正式體育項目，也成為了一種文化象徵。
早期，電子遊戲以主機運算、圖形性能，以及主要儲存媒介為世代區分標準。平均一個世代歷時大約五至六年。世代之間的遊戲機性能差別很大。1972年，電子遊戲踏入其第一個世代，當時所謂的遊戲機主要是能用手柄控制電視屏幕上光點移動的裝置，每部遊戲機也只能玩特定的一種遊戲；第二代遊戲機開始能透過卡匣更換不同遊戲，使遊戲開始變得多元化；第三代之後遊戲類型多樣化、網路化、遊戲機便攜化、遊戲開發專業化，其進步不但如卡通般伴隨幾代人成長外，其獲利模式及與倫理道德間的關係亦值得深思。

## 源起
1912年的下棋機器El Ajedrecista，被認為是第一部電腦遊戲。1947年1月25日，一個叫做《陰極射線管娛樂裝置》的設計由小托马斯·T·戈尔德史密斯（Thomas T. Goldsmith Jr.）與艾斯托·雷·曼（Estle Ray Mann）在美國申請註冊專利，於1948年12月14日頒布。設計描述了產品使用八顆真空管模擬飛彈朝目標發射，人們可以利用各種旋紐調整飛彈航線與速度。因為當時電腦圖形無法以電子化顯示，小型目標仍舊以單層透明版畫上後覆蓋於螢幕上。

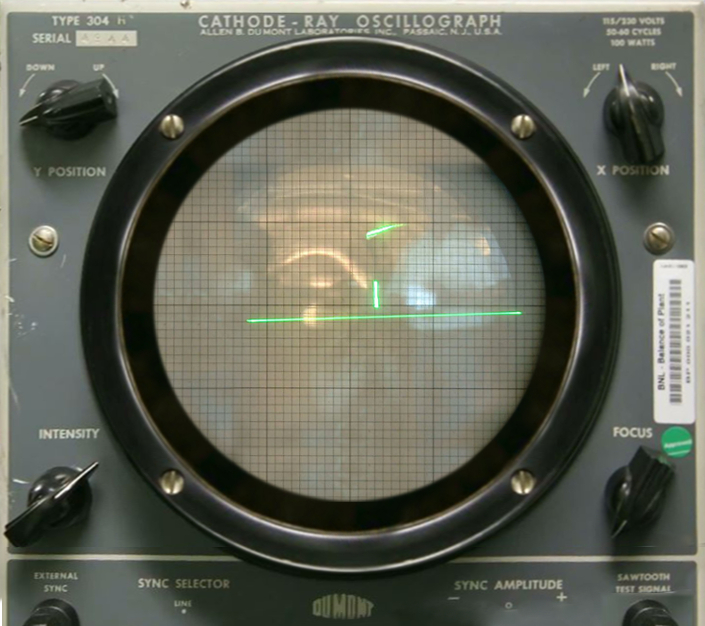
示波器上運作的電子遊戲，《雙人網球》。

1951年2月，克里斯托弗·斯特雷奇（Christopher Strachey）試著運行他為英國國家物理實驗室裡的Pilot ACE電腦所寫的《西洋跳棋》的程式，但該程式超過硬體記憶體容量。後來在10月，斯特雷齊為位於曼徹斯特的機器重新編寫他的程式，這台設備配備較大容量的記憶體。
《OXO》是一個圖形版本的井字棋，由A.S.道格拉斯（A.S. Douglas）於1952年在劍橋大學所製作，目的是展示其研究人機互動的論文成果。它在EDSAC電腦上開發，而該電腦是透過陰極射線管顯示記憶體內容。玩家用轉盤操作，對抗有基本人工智慧的電腦。
1958年，威廉·辛吉勃森（William Higinbotham）利用示波器與類比電腦創造出了一個遊戲，它被巧妙地命名為《雙人網球》，佈置在紐約布魯克海文國家實驗室供訪客娛樂。《雙人網球》顯示了一個簡化的網球場側視圖，其賣點在於玩家必須將一個受重力影響的球打過「網」，而不像其後繼者《乓》那樣只有俯視圖。該遊戲提供兩個盒子狀控制器，兩個都配備了軌道控制旋紐，以及一個擊球的鈕。到1959年《雙人網球》拆除時，它總共陳列了兩季。

## 1960年代
早期的電腦遊戲主要出於個人喜好而被開發，在大學裡的大型電腦中運作。早期電腦硬件的有限使用權使遊戲的數目寥寥可數，亦容易被後世所遺忘。

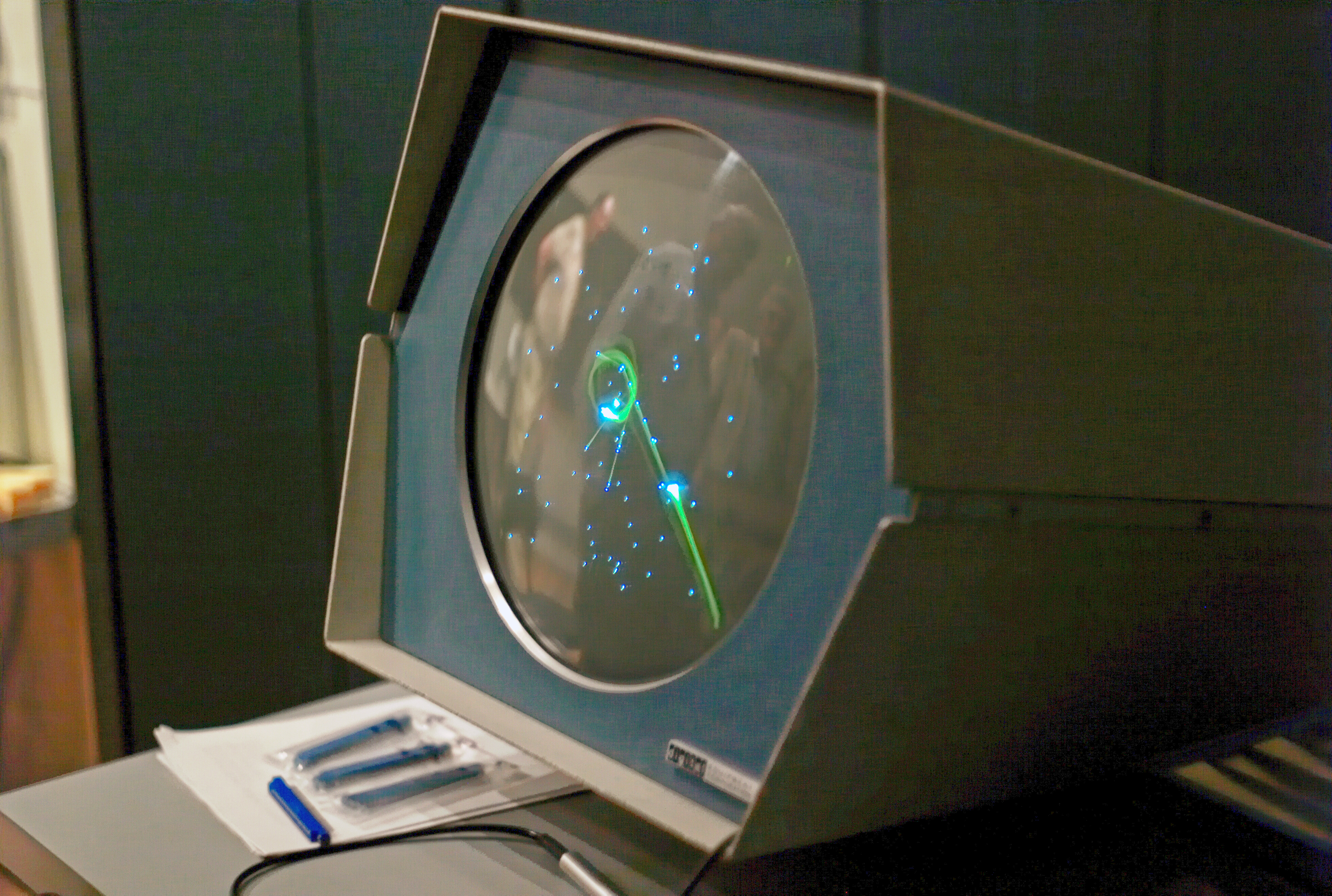
运行在DEC PDP-1上的《太空戰爭》（Spacewar!），被認為是第一隻廣為流傳及具影響力的电脑游戏。

1962年，包括史帝芬·羅素在內的一班學生，於麻省理工學院裏在當時的一部新電腦DEC PDP-1中寫了一個名為《太空戰爭》的遊戲。該遊戲讓兩名玩家對戰，他們各自控制一架可發射飛彈的太空飛行器，而畫面中央則有個為飛行器帶來巨大危險的黑洞。這遊戲最終在新DEC電腦上發佈，隨後在早期的互聯網上發售。《太空战争》被認為是第一個廣為流傳且極具影響力的電子遊戲。
1966年，拉夫·亨利·贝尔首開先河創造了一個在標準電視上顯示的簡單電子遊戲：《追擊》（Chase）。由於得到了貝爾的幫助，比爾·哈里森（Bill Harrison）製造了光線槍並且於1967年與比爾·魯斯克（Bill Rusch）共同開發了幾個電子遊戲。拉夫·貝爾繼續研究，直至1968年一台可運行諸如乒乓球、射擊等遊戲的原型機出現。
1969年，AT&T的電腦程式員肯·汤普逊寫了一個在Multics系統上運行、名為《星际旅行》（Space Travel）的遊戲。遊戲中模擬了太陽系中不同行星的環境，玩家需要控制一艘航天器降落在行星的地面上。由於AT&T後來拋棄了Multics計劃，汤普逊將遊戲源碼轉譯為Fortran語言，在奇異GE 635大型電腦的GECOS運作系統上運行。但在這套系統上運行的成本大約為一小時75美元，汤普逊因而希望尋求一個體積更小、價格更便宜的電腦。他找了尚未被充分利用的PDP-7，開始與丹尼斯·里奇一起把遊戲源碼轉譯為PDP-7的組合語言。在學習開發該機器的軟件的過程中，UNIX操作系统的的開發過程開始了，《星际旅行》也就被稱為UNIX的第一個應用程式。

## 1970年代

### 第一世代 (1972－1980)
本世代電腦遊戲與電子遊戲的發展分散於不同領域平台，像街機機器、大學電腦、掌機與家用電腦。

### 街機黃金年代

第一代電子遊戲的畫面都很簡單，圖為在街機上運作的《乓》的遊戲畫面

1971年9月，遊戲初代小蜜蜂（Galaxy Game）被安裝在史丹福大學的一個學生活動中心裏。以《太空戰爭！》為藍本的《初代小蜜蜂》是第一個投幣式電子遊戲。只建造一部，以PDP-11/20及向量顯示終端機運作。在1972年它接受擴充，能夠處理4至8個終端。
亦於1971年，诺兰·布什内尔（Nolan Bushnell）與泰德·巴內（Ted Babney）建造了《太空戰爭！》的投幣式街機版本，並且稱其為《電腦空間》。Nutting Associates取得該遊戲授權並大量製造了1500部，並且於1971年11月發行。該遊戲雖因種種困難並不成功，不過它樹立了標竿：是為第一個大量製造並供商業銷售的電子遊戲。
布希內爾與巴內覺得他們授權《電腦空間》給Nutting Associates這筆生意賺得不夠。兩人隨後於1972年創立了雅達利。首個取得普遍成功的街機是雅达利的《乓》（Pong），同樣於72年發行。遊戲跟打桌球差不多：於近場地中央開球，球隨後往其所在的那邊底線移動，每個玩者必須操控球拍將球擊回給對手。雅达利的《乓》賣了19,000 部，許多人競而仿效。
街機工業隨著1978年日本太東公司的《太空侵略者》（スペースインベーダー，Space Invaders）發行而踏進黃金年代，這款遊戲十分成功，因此吸引了幾十個製造商進入了市場。同年，雅达利發行了《爆破彗星》。隨著日本南梦宮公司的《吃豆人》等作品的誕生，彩色街機在1979至1980年更廣為流行。在黃金時代，經常可以在商場、傳統士多店頭、餐廳或便利商店中看到街機。

### 大學大型電腦
大學大型電腦遊戲的發展發軔於1970年代早期。所有最受歡迎遊戲都只有很少的紀錄，此乃因這些遊戲並不外賣，或者不被看做是回事。開發這些遊戲的這些人，一般來說是學生，通常是背地裡暗自進行，而且利用當時非常昂貴的計算資源鐵定會受到質疑，因此不是很希望讓許多人知道他們在幹什么。不管如何，就當年學生遊戲設計師來說，至少有兩個有名的套件分支：
PLATO是個由伊利諾大學設計的教育性計算環境，於Control Data Corporation製造的大型電腦硬體上運行。不同PLATO系統間遊戲常常交流。
DECUS是個Digital Equipment Corporation（DEC）電腦使用者群組。它同時兼具發布包括可以在各種型號DEC電腦上執行程式的功能。
在當時大量值得注意的遊戲亦在惠普小型電腦（如HP2000）上撰寫。
以大約按照年份順序的這個時代焦點如下：
- 1971年：丹·戴格勞（Don Daglow）在波莫納大學DEC PDP-10大型電腦上開發了第一個電腦棒球遊戲。玩者可管理單獨一場比賽，或者模擬整個球季。戴格勞稍後與程式設計師艾迪·單伯爾（Eddie Dombrower）協力設計了《天生好手》（Earl Weaver Baseball），該遊戲由美商藝電於1987年出版。
- 1971年：該年發表的《星艦奇航記》大概是MIT操作Sigma 7小型電腦的麥克·梅菲爾（Mike Mayfield）所寫。這遊戲在1970年代是最為廣大使用者玩過且津津樂道的星艦奇航記遊戲，玩者透過在螢幕上或者列表機印出紙張上一系列的小銀河區域「地圖」進行遊戲。它是被學生們自發的移植到多種硬體平台上的第一個主要的遊戲。戴格勞也於1971到1972年間為 PDP-10 撰寫了廣受歡迎的《星艦奇航記電視劇本版》，這遊戲透過文字描寫的動作以代表電視影集裡角色。這整個十年許多星艦奇航記為主題的遊戲在PLATO與DECUS上到處可見。
- 1972年: 格列高里·葉伯（Gregory Yob）寫了在PDP-10上運行的捉迷藏遊戲──《Hunt the Wumpus》。這可以被認為是第一個文字冒險遊戲。葉伯寫它以作為對其他已經存在的捉迷藏遊戲回應，這些遊戲如《捉迷藏》（Hurkle）、《大人物》（Mugwump）及《蛇鲨》（Snark）。
- 1974年: 《迷宮戰爭》（Maze War） （在加州美国国家航空航天局埃姆斯研究中心的Imlac PDS-1平台上）與《太空模擬》（Spasim，在PLATO上） 的同時誕生，是為早期多玩家三維第一人稱射擊遊戲的先鋒實例。
- 1974年：布萊特·福特納（Brad Fortner）與其它程式設計師開發了《空中纏鬥》（Airfight）作為教育用飛行模擬器。為了讓遊戲更有趣，程式設定所有的玩者共享同一片天空、操作他們選定的軍用噴射機、搭載個人愛用的武器與燃料組合、並以擊落其他玩者為遊戲目標。除了中古圖形與刷屏龜速兩個缺陷，它成為在Plato系統上相當普及的遊戲。《空中纏鬥》啟蒙了後來開發的微軟《飛行模擬器》。
- 1975年: 威爾·克羅什（Will Crowther）寫了第一個我們今天稱之為文字冒險遊戲的程式──《洞窟歷險》（Adventure）（原本叫《ADVENT》，後來又稱《Colossal Cave Adventure》或《Colossal Cave》），它在PDP-10上使用Fortran程式語編寫。玩家透過像文字命令等簡單句子操控遊戲，及取得文字描述作為輸出。這遊戲後來被學生在PLATO上重新製作，故它是少數幾個成為 PLATO 與 PDP-10 部分經典遊戲的其中之一。
- 1975年：在1970年中期前，玩者一般透過電傳打字機與行式打印機利用紙張與遊戲進行溝通。這種方式是打印機頭擊打金屬球或者字帶，將字元透過色帶大約以每秒鐘10到30字元打到紙上，並發出嗒嗒嗒的聲音。直到1975年，許多大學揚棄這類的終端機，而以陰極射線管螢幕取代之。該螢幕不像以往打印到紙張那樣需要超過一分鐘，它可以在幾秒內顯示30行字。這種趨勢引導了一系列在螢幕上所謂「畫」圖遊戲的開發。
- 1975年：前面提到的學生設計師戴格勞，現在是克莱蒙研究大学的學生，他在PDP-10大型電腦上寫了第一個電腦角色扮演遊戲：《地下城》（Dungeon）。該遊戲是新角色扮演遊戲《龍與地下城》未獲官方許可的實現。雖然該遊戲以文字顯示，不過它是第一個使用視野可見圖形概念、從上而下顯示遊戲隊伍已經拜訪過或者視野可見區域的地下城地圖、加入照明區與黑暗區、精靈與矮人間不同的視力等等技術的遊戲。
- 1975年：幾乎在相同時間，以《龍與地下城》為基礎的角色扮演遊戲《dnd》首次在PLATO系統的CDC電腦上出現。對於這些學校的玩家而言，是《dnd》而非《地下城》是首個電腦角色扮演遊戲。
- 1977年：克爾頓·芬靈（Kelton Flinn） 與約翰·泰勒（John Taylor）寫了第一版的《Air》，一個文字空戰遊戲，預示了他們其後製作的史上第一個圖形在線多人遊戲：《空戰神兵》（Air Warrior）。他們創立了第一個成功的線上遊戲公司：Kesmai，目前為美商藝電的一部分。如芬靈所說：「假如《空戰神兵》是一隻在樹上擺盪的猩猩，那《AIR》就是一隻在海底爬行的文字版變形蟲。雖說如此，該遊戲是類即時、多玩者、並嘗試利用ASCII圖形在終端機上渲染三維景觀。這些特性深對玩家脾冑。」
- 1977年：戴夫·列柏齡（Dave Lebling）、馬克·布蘭克（Marc Blank）、提姆·安德森（Tim Anderson）與布魯斯·丹尼爾（Bruce Daniels）開始了原版《魔域》的編寫。不像克羅什、戴格勞和葉伯，《魔域》開發小組了解到將這些遊戲移殖至新式個人電腦的潛力，進而在1979年成立了文字冒險遊戲的出版商Infocom。該公司後來賣給了动视。談到經典的「關係」（譯按：許多人懷疑遊戲開發者間互相參考的關係）案例，列柏齡跟克羅什都是同一《龍與地下城》社團成員，不過並非同一時間。根據列柏齡自己的講法：「我認為當威爾·克羅什退出時我實際上頂他的工作。我們玩過《Advent》，覺得《魔域》是從它衍生出來的...而且我們試著做得比它『更好』。我們沒有借用代碼...而且我們一直到很後來才碰到克羅什或者伍玆。」
- 1980年：經過兩年的努力，麥可·托怡（Michael Toy）、格蘭·威其曼（Glenn Wichman）、與肯·阿諾（Ken Arnold）在BSD Unix上發表了《俠盜》（Rogue），激勵了從此以後類俠盜（roguelike）的遊戲。如同PDP-10上的《地下城》與PLATO上的《龙与地下城》，《俠盜》透過文字字元顯示地下城地圖。然而，不像《地下城》與《龍與地下城》，地下城每次玩都會亂數產生，故通往寶藏的路徑與守護財寶的敵人每次都不同。如同《魔域》開發小組做過的事一樣，《俠盜》被移植到個人電腦上並被商品化。

### 家用電腦
儘管早期電子遊戲發展的成果主要在於街機和家用遊戲機，70與80年代迅速發展的家用電腦也為它們的擁有者提供了編寫簡單遊戲程式的機會。新電腦的同好會於是很快組成，遊戲軟件也跟著雨後春筍的冒出頭來。

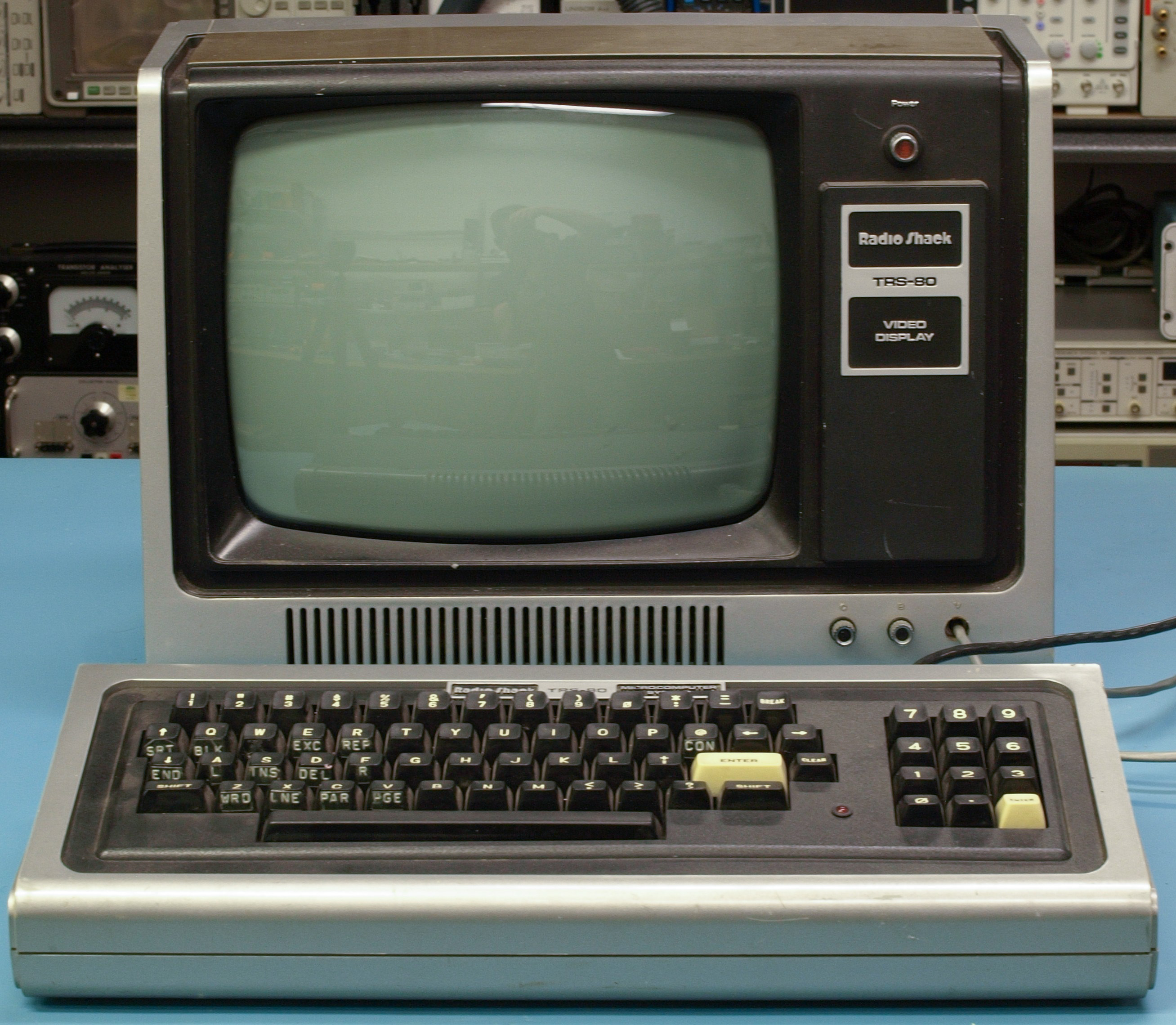
Tandy Corporation的首部電腦TRS-80，也是個人電腦革命中的其中一部代表。

不久以後，大部份這些的遊戲（一開始是如《星艦奇航記》等大型電腦經典遊戲的複製，後來是其它受歡迎街機的複製品）透過了不同的渠道發佈，如將遊戲的源代碼印在書（如大衛·歐爾（David Ahl）的《Basic Computer Games》）、雜誌（《Creative Computing》）或大事報上，讓使用者可以自己輸入源代碼。早期如Crowther、Daglow和Yob的遊戲程式員經常在書本及雜誌上找到自己遊戲的源代碼，卻看不到自己的名字，他們也從沒想到他們的代碼會被出版於書籍雜誌並且隨之而來的版權問題。早期蘋果、Commodore、Tandy及其它的電腦有很多要使用者自行鍵入的遊戲。
另一個發佈渠道是透過軟碟、錄影帶及只读卡带的銷售和郵遞。沒多久這種家庭手工業便成形，業餘程式員透過本地商店的貨架或郵遞去販賣裝在塑膠袋中的軟碟。理查·蓋瑞特（Richard Garriott）在他80年代的角色扮演遊戲《阿卡拉貝》（Akalabeth）交付出版前曾發佈過幾片裝在塑膠袋內的拷貝。

### 1977年電子遊戲蕭條
1977年，較老式家用機與乒乓機複製品的製造商認賠出清，導致市場供應過剩，而且造成快捷半導體與RCA放棄其開發的家用機。只有Atari與Magnavox仍留在家用機市場。

### 第二期 (1976–1992)
在最早期的家用機上，單一或者多個遊戲的電腦代碼是透過不怎麼組織的方法寫死在微晶片上，而無法額外另加遊戲。在1970年代中期前，電子遊戲跟卡匣脫不了關係。程式被燒錄在唯讀記憶體晶片上然後封裝入塑膠外殼的卡匣中，而這些卡匣可以插入家用機的插槽裡。一旦卡匣插上插槽，內建於遊戲機裡的一般用途微處理器便讀取卡匣裡的記憶體並執行存放在其中的任何程式。比起早期只能玩隨家用機發行受限制的區區幾個遊戲，消費者現在可以囤積豐富自己的遊戲卡匣圖書館藏。
此時，三款遊戲機壟斷了第二世代的北美市場，其銷售量將它們最接近對手遠遠的拋在後面。
- 1977年，雅達利發行了名為Video Computer System (VCS)卡匣為主的遊戲機，後來改稱雅達利2600，設計了9款遊戲並在假期季節發行。它迅速成為所有早期遊戲機當中最受歡迎的一款。

- Intellivision，由美泰兒在1980年發行。儘管在時間上當時被稱為「8位元時代」，Intellivision有一個特殊10位元寬度指令的中央處理器（容許更多的指令變化和潛在速度），而且其暫存器16位元寬。這個畫質優於先前雅达利2600的系統，火速受到歡迎。

- 1982年市面上出現一款更強大的機器：ColecoVision。該機器的銷售量亦隨之起飛，不過由於市場上同時出現三款主流遊戲機，以及大量充斥的劣質遊戲開始擠爆零售貨架，這種情況腐蝕了大眾對電子遊戲的興趣。1982年過後不到一年，供過於求讓市場面臨崩潰。

1979年，不滿雅達利的前程式員們成立了電子遊戲的第一個第三方開發商：動視（Activision）。許多新的開發者在後來的數年內一直追隨這家公司的領導。

## 1980年代
80年代早期，電腦遊戲工業經歷了一次重要的轉變。老實營商的出版商（罕有的案例如美商藝電成功的存活到今日）和成立時間較短的奸商一起出現在市场上。某些遊戲可以從現有街機照搬、個人電腦遊戲发行開銷相对低廉助長了許多獨特大膽遊戲的发售。80年代存在的微型计算机，知名的有美國的Apple II、Commodore 64、雅达利800、TRS80、Amiga、英国的ZX Spectrum以及日本NEC的PC98。由於超過15年的經營，Apple II擁有總共約20,000個程式，使其穩坐8位元電腦總體來說最多軟體的寶座。
街機黃金年代在1980年代到達了頂峰，很多在技術或類型上革新的遊戲在80年代前幾年紛紛出現。《捍衛者》（Defender，1980年）創建了捲軸射擊遊戲類型，亦同時為第一個在玩者視野以外會有事件發生的遊戲：它是以雷達方式顯示出整個場景的地圖。《終極戰區》（Battlezone，1980年）利用線框向量圖形來創造第一個真正的三維遊戲世界。《3D怪物迷宮》（3D Monster Maze，1981年）是家用電腦上的第一個三維遊戲，而《戴格拉斯地下城》（Dungeons of Daggorath，1982年）則再添加了各種類型的武器與怪物、細緻的音效、和一個「心跳」的血條。《一級方程式賽車》（Pole Position，1982年）利用平面貼圖偽三維圖形首創「車手尾視模式」：玩者視角是位於車後或車頂，朝地平線望去。這種型式被保留下來廣泛沿用到即使真正的三維圖形成為賽車遊戲的標準時也是如此。《Pac-Man》（1980）是第一個在主流文化上廣受歡迎，並且是第一個遊戲角色以其自己本身形象獲得大眾肯定的遊戲。《龍穴歷險記》（1983年）是第一個鐳射影碟遊戲，及引入了全動態影像到電子遊戲中。
自從《巨洞冒險》建立了冒險遊戲類型，1980年發行的《魔域》更進一步地使文字冒險遊戲在家用電腦上流行起來，並確立了開發商Infocom在這類型遊戲上的優勢。由於早期電腦大多缺乏圖形能力，文字冒險遊戲就是成功的保證。當平價電腦於1980年代晚期開始趕上並超過家用機的畫質，文字冒險遊戲便衰頹並一去不復返，而由圖形冒險遊戲以及其他類型遊戲取代其地位。文字冒險遊戲最終以互動小說的名稱而為人所知，並且由少數專門愛好者追隨並延續該類型遊戲發展。該類型的新遊戲發表近乎全部免費。
同樣在1980年發行的是羅伯塔·威廉絲（Roberta Williams）的《謎之屋》，在Apple II上運行。它是家用電腦上的第一個圖像冒險遊戲。圖像完全採用了靜態單色圖形，介面沿用了文字冒險的鍵入命令。在當時《謎之屋》十分受歡迎，羅伯塔·威廉絲與丈夫隨後創立了雪樂山──一個重要的冒險遊戲製造商。《謎之屋》在今天幾乎被完全遺忘。

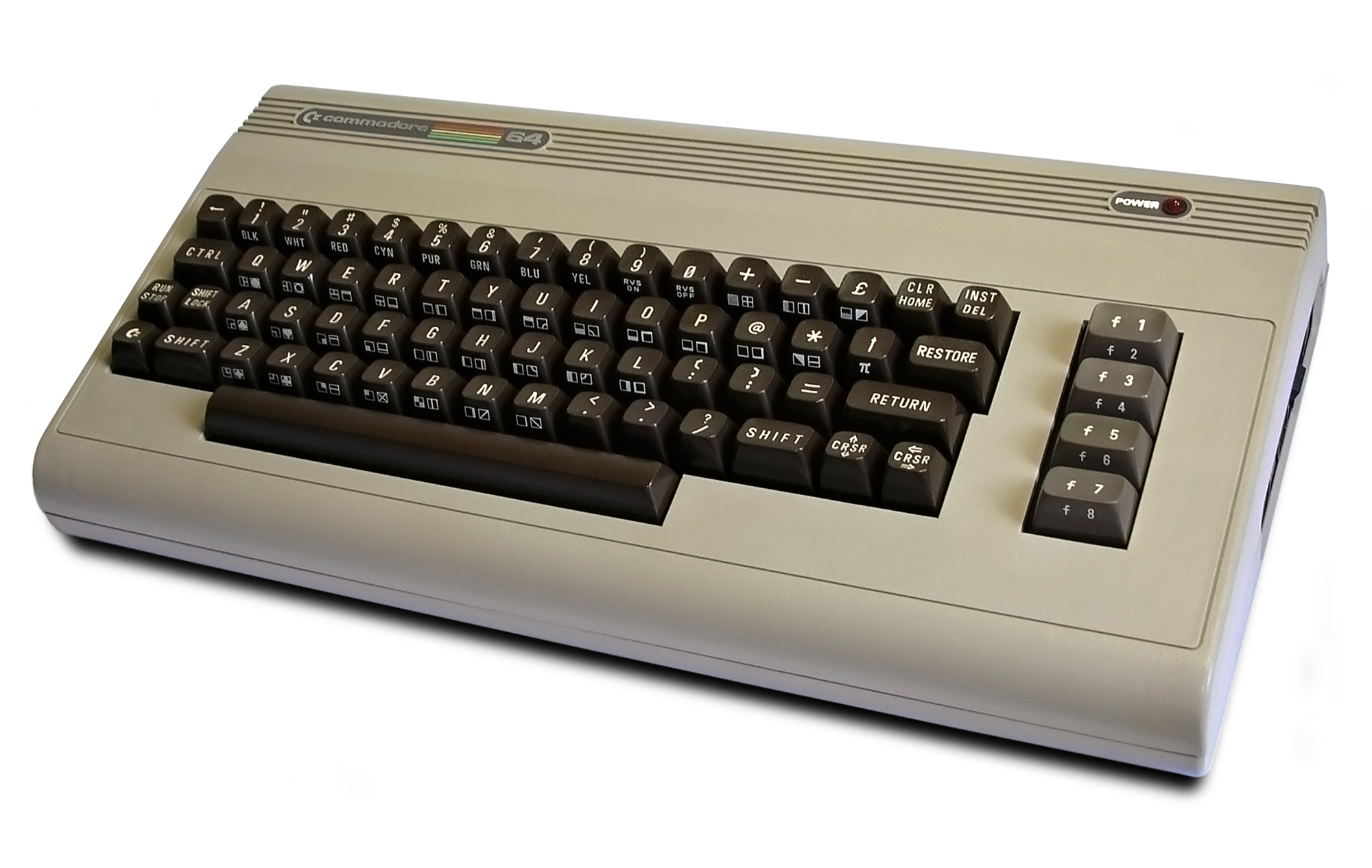
Commodore 64系統

1982年8月，Commodore 64公開發行。它因為強勢行銷與優越價位造成其一開始就賣得火紅。它有個與遊戲主機ColecoVision相似的BASIC編程環境，以及當時來說的突出的圖形及聲音能力。它也內建與Atari 2600相同並廣受歡迎的埠，讓玩家在該系統上得以使用他們的舊搖桿。它成為了當時在美國以及許多其他國家最受歡迎的家用電腦，並且榮登國際史上最暢銷的單一電腦類型。
約於同時，ZX Spectrum於英國發售，很快就成為西歐許多地區最流行的家用電腦，並且隨後擴散到東歐因為其設計很容易抄襲仿造。
SuperSet Software公司於1983年創造了《狙擊》（Snipes）：一個文字模式的網路電腦遊戲，旋於新的IBM PC架構下的電腦網路測試、展示遊戲功能。《Snipes》官方把該遊戲開發歸功於受Novell NetWare的啟發。該遊戲咸信是史上第一個除1974年的《迷宮戰爭》（Maze War，一個為研究用機器撰寫的網路多玩者迷宮遊戲）以及《太空模擬》（Spasim，一個為分時大型電腦撰寫的三維多玩者太空模擬遊戲）之外為商用個人電腦撰寫的網路遊戲，是為後來多玩者遊戲如《毀滅戰士》與《雷神之錘》的先驅。
真正的現代冒險遊戲隨著雪樂山《國王密使》系列1984年的推出而誕生。它擁有彩色圖形與第三人稱視角。螢幕上一個由玩家操控的角色可以隨意走動在「用透視法繪畫的二維背景」裏物件的前方或後方，構造出一個偽三維空間的視覺效果。指令依然透過文字輸入。LucasArts在1987年發行的《瘋狂大樓》採用了容許單擊介面的SCUMM系統，抺去了文字冒險的最後痕跡。雪樂山與其它公司紛紛跟進推出他們自己版本的滑鼠驅動的遊戲。詳情見冒險遊戲歷史條目。
隨著《銀河飛鷹》於1984年發行，大衛·布拉本（David Braben）與伊恩·貝爾（Ian Bell）開闢了家用機現代風格的三維圖形世紀，該遊戲以完全六度自由移動與上千個可拜訪的星球，將令人信服的向量世界帶進玩家的私人居家空間裡。一開始該遊戲只有在BBC Micro與Acorn Electron平台上發行，最後本遊戲的成功造成它被移植到所有的流行平台上，如Commodore 64、ZX Spectrum、Commodore Amiga、Atari ST、甚至FC遊戲機上，雖然任天堂上版本只有在歐洲發行。
隨著IBM PC/AT 於1984年發售，IBM PC相容電腦成為在技術上具競爭性的遊戲平台。新的16色EGA顯示標準讓其顏色與流行的家用電腦如 Commodore 64所見品質日漸接近。之前機型的原生4色CGA圖形限制了PC只受商業應用的青睞，因為其圖形比起C64或Apple II差太遠。然而AT的音效能力仍舊限制在PC喇叭，比起許多內建於許多家用電腦內的音效晶片遠低於其標準。又，相對高昂的PC相容系統單價嚴重限制了它們在遊戲界的風行程度。
麥金塔電腦亦於此時上市，它缺乏之前Apple II的彩色顯示能力，取而代之的是更高解析度，不過操作系统支援的圖形用戶介面甚至在1987年取回彩顯能力的麥金塔II前吸引了更多有趣遊戲的開發者 （例如：《超級運動員》（Lode Runner）)。
在電腦遊戲界，1980年代晚期主要挑大樑的是英國方面的發展。英國市場主要定位於做以下這件事：從ZX Spectrum到高端的Amiga個人電腦用戶有著平滑的性價比曲線可選；開發者與出版者對兩者相當平等的支援，並且FC遊戲機沒像在美國那樣造成大的衝擊。在當時英國Master System賣得比FC遊戲機好。
於1985年降臨的雅達利ST與Commodore Amiga開始了16位元機的新紀元。對大部分用戶來說這些機器一直太貴直到1980年代晚期才改善，這種情況讓IBM PC的開放平台得以進步，隨後造成IBM PC兼容機相對低價高效於它的對手。IBM於1987年為其新PS/2產品線開發的VGA標準讓PC顯示256色成為可能。這對大部分8位元家用電腦來說是個大躍進，不過對內建音效圖形硬體如 Amiga 的平台來說相對落後，造成於1989年至1991年間開發次等仿造機的古怪趨勢。因此當ST與Amiga是許多技術上優越遊戲的首選時，兩者機器上的優勢證明較8位元機器為短，而這些8位元機器遊戲於80年代甚至90年代的移植都相當順利。

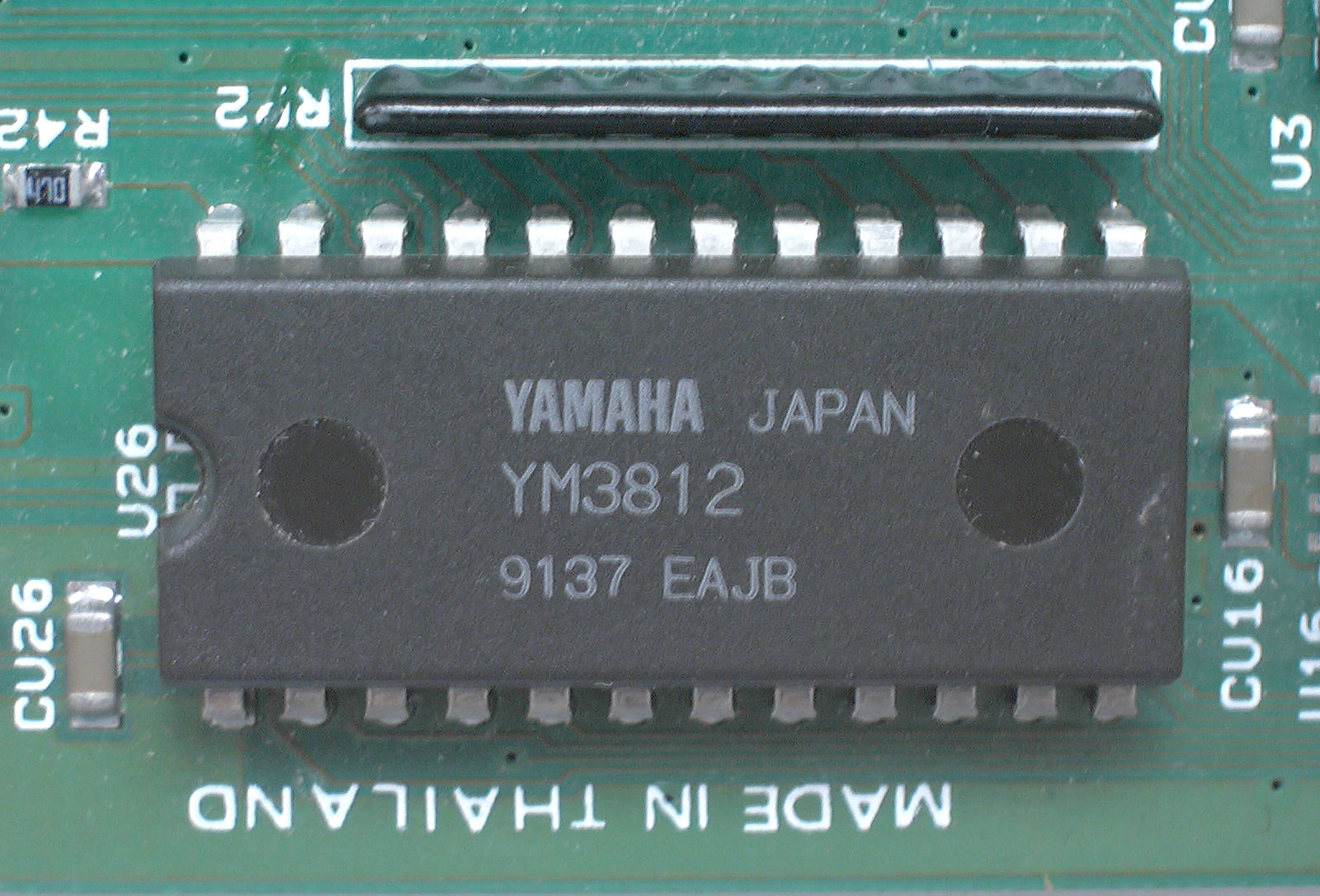
Yamaha YM3812音效晶片

於1980年代晚期，專屬音效卡開始正視IBM PC相容機貧乏音效能力的問題。AdLib於1987年銷售使用Yamaha YM3812音效晶片的魔奇音效卡定下了當時音效卡業界不成文標準。這種情況一直持續到1989年創新科技的聲霸卡進入市場才得以打破。聲霸卡沿用魔奇卡晶片設計並加入許多新的功能，同時保留了與其相容性，從而創造了新的不成文標準。不過，許多遊戲在進入90年代早期仍支援非主流的音效卡如Roland MT-32與迪士尼音源。這些卡早期高昂的單價意味著他們不會在90年代前受到廣泛的使用。
共享軟體遊戲首先於80年代晚期出現，不過一直要到90年代才流行。

### 早期線上遊戲
撥接電子佈告欄系統（Bulletin Board System，縮寫BBS）在1980年代十分流行，因此有時被用來當作線上遊戲進行的平台。最早期如在1970年代晚期到1980年代早期的系統有著粗糙的純文字介面，不過後來的系統利用終端控制代碼 （就是所謂的ASCII藝術，透過使用非ANSI標準的IBM-PC特殊字元） 來達到虛擬圖形介面的目的。許多BBS開放玩家透過這些介面來進行遊戲。而遊戲類型從文字冒險到賭博遊戲如廿一點（一般只是玩「點數」而非真錢）。在多玩者BBS （意指一次可容納超過一個人在線） 裡，有時遊戲允許不同玩家間彼此互相互動，某些這些空想角色扮演的遊戲種類即為為人週知的MUD為「多玩者地下城」（Multi-User Dungeons）的縮寫。這些遊戲最終進化成今日眾所週知的MMORPG（大型多人在線角色扮演遊戲）。
商業線上服務亦於本世代興起，一開始時是以類似BBS般的純文字介面（不過背後是以大型電腦操作以支撐大量的使用者同時在線），並隨著時間往世代末推移利用專用軟體達成的全圖形環境推廣到各個家用電腦平台。流行的文字為主的服務包括CompuServe、The Source與GEnie，同時限定平台專用的圖形服務包括給Commodore 64用的Quantum Link、給Apple II與麥金塔用的AppleLink、以及給IBM PC用的PC Link。這些服務最後整合成美國在線（AOL）以及其競爭服務對手Prodigy。互動遊戲是這些服務裡的功能之一，雖然一直到1987年以前他們還在用文字為主的顯示介面，而非圖形介面。

### LCD掌機遊戲
任天堂的Game & Watch生產線在1980年開始。這種LCD可攜遊戲機的成功刺激了另外幾十間遊戲與玩具公司製造它們自己的可攜遊戲機，當中很多原封不動照抄 Game & Watch 的遊戲，或者移植自流行的街機。改良了的LCD技術使新的可攜遊戲機比發光二極管或VFD更可靠及擁有更低的耗電量，當中大部份只需要手錶電池。它們的體積更能比LED遊戲機小得多，甚至小至像手錶一樣可載在手腕上。Tiger Electronics借用了此「便宜及可負擔遊戲機」的電子遊戲概念，時至21世紀初仍按照此概念模型生產遊戲。

### 1983年電子遊戲蕭條
1983年末，電子遊戲工業經歷了比1977年衝擊更為嚴重的傷失。1983年末至1984年早期，製造北美家庭電腦電子產品的幾間公司紛紛破產，終結了電子遊戲的第二世代。蕭條的原因包括一些如《E.T.外星人》及雅達利2600版本的《吃豆人》等低質素遊戲的製作。後來《吃豆人》的產量更被發現比雅達利2600主機的產量還要多。此外，很多的《E.T.外星人》卡匣無人問津，七十多萬個卡匣被雅達利埋在新墨西哥州的垃圾掩埋場。

### 第三期 (1983－2003)
隨著1983年的蕭條，電腦遊戲市場於1984年取代了家用機市場。當時電腦提供同等能支持遊戲的硬體能力，並且因為它們簡單的設計允許遊戲在電腦一開機就完全取得硬體的控制，這種方式相當接近如玩家用機般的簡單直接。

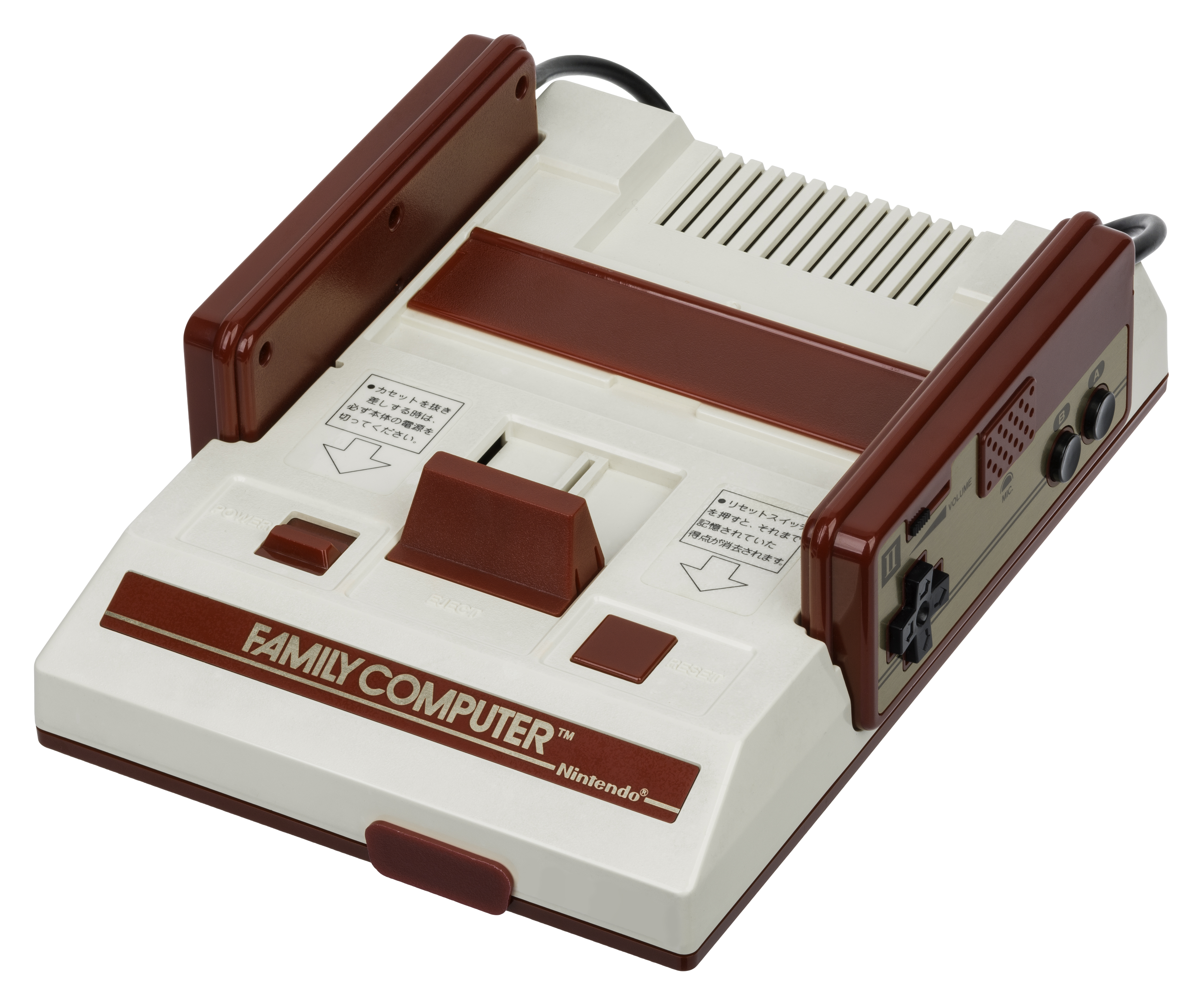
FC游戏机（或被稱為NES或紅白機）

1985年，北美的電子遊戲市場因任天堂在亞洲外被稱為任天堂娛樂系統（Nintendo Entertainment System，縮寫為NES）的8位元FC游戏机（任天堂紅白機）的發行而復甦。該機隨機銷售《超级马里奥兄弟》，立即大賣。FC游戏机壟斷了北美市場一直至1990年代初期下一世代遊戲機的興起。世界上其它市場並沒有類似的嚴重壟斷，其它遊戲機如日本市場裏NEC的PC Engine及歐洲、澳洲及巴西市場裏世嘉的Master System仍能找到玩家（即使它也有在北美發行）。
在新遊戲機裏，手柄取代了搖桿、旋鈕及keypad成為系統所包括的預設遊戲操縱器。一個備8個方向的十字键（Directional-pad, D-pad）和2個或以上的行動鍵的手柄設計成為了當時的標準。

《勇者斗恶龙》在日本文化造成有史以來的奇蹟，圖為戰鬥畫面中的史莱姆

1986年《勇者鬥惡龍系列》第一部《勇者斗恶龙》發行，在日本文化上造成有史以來的奇蹟，又稱國民RPG。同期的日本公司史克威爾本來業務不佳，該公司成員坂口博信決定製作該公司最後的遊戲，名為《最终幻想》（1987年）。它是個效法《勇者鬥惡龍》的角色扮演遊戲 （RPG）。該《最終幻想系列》遊戲從此誕生。《最終幻想》的賣座拯救了史克威爾免於破產，後來該遊戲成為了主機商心裡最成功的RPG特權遊戲。約於同時，《薩爾達傳說系列》首部《塞尔达传说》在1986年於日本FC磁碟機上登場（翌年於歐美NES發行）。小島秀夫的《潛龍諜影系列》首部《合金装备》也於1987年在MSX2電腦上發行，匿蹤類型遊戲從此誕生。潛龍諜影稍後不久便被移植到FC遊戲機上。卡普空於1989年在FC遊戲機上發售《甜蜜之家》，該遊戲成為生存恐怖遊戲類型的先驅。
於1988年，任天堂出版了首期《任天堂力量》雜誌，成為專為電子遊戲的而出版的時事通報，它鼓勵了隨後雜誌如《Game Informer》與《PlayStation Magazine》的出刊。

## 1990年代
如果說1980年代是遊戲產業的成長，那1990年代就是它往荷李活格局 — 製作預算水漲船高與越來越多的出版商聯合，輸家慢慢的被拆分與吸收 —成熟的年代。隨著這種情況發生，在1980年代出現的很大一部份遊戲淡出市場，以因應較大的公司期望營利最大化並降低風險。
隨著Intel 80386、Intel 80486、以及Motorola 68030這些處理器計算能力的增加以及成本降低，1990年代三維電腦圖像，伴隨著透過音效卡與光碟機的「多媒體」能力升級。早期的三維遊戲發家於平直濃淡處理圖形 （如《銀河飛鷹》（Elite）、《銀河鐵衛2》（Starglider 2）、《阿爾發波》（Alpha Waves）），以及隨後的簡化形式的紋理貼圖 （如《德軍總部3D》）。
1990年代早期，共享軟體流通是種對較小的開發者 —如初試啼聲的公司像Apogee Software（最初於1996年至2009年間的3D Realms，現在的Apogee娛樂）、Epic Megagames（現在的Epic Games）、以及id Software — 出版它們遊戲的流行辦法。這種辦法方便了消費者玩過試用版 —通常是限制只能玩第一部或第一集— 才買整個遊戲。這類可放在一片 5 1/4吋或後來的 3.5吋磁碟的試玩包於許多小賣店十分普及，通常才賣幾塊錢而已。因為共享版本本質上來說是免費的，其成本就只不過磁碟與最少的包裝費用而已。隨著90年代中期遊戲的容量劇增，不太可能塞進數片磁碟片，並且小賣店出版商與開發者開始使用拷貝這種發行方式，共享軟體遊戲隨後被較短的體驗版（通常一或兩關而已）取代。體驗版透過隨電玩雜誌的免費 CD 附送或透過網際網路下載。
1992年即時戰略遊戲（RTS）《沙丘II 新王朝》發行。它當然絕不是該類型遊戲第一炮 （許多其他遊戲足以被稱為非常原始的RTS，請參見即時戰略遊戲歷史），不過它為後來的票房RTS遊戲如《魔獸爭霸》、《終極動員令》、與《星海爭霸》定下了這類遊戲的標準技巧。即時戰略遊戲的特色是一種鳥瞰式的視角、一個「小型地圖」、以及對一支軍隊經濟發展及軍事行動上的控制。兩種主要的即時戰略模式 — 「魔獸爭霸」型：一旦一座建築物被選定後，透過GUI指揮下一步；以及「終極動員令」型：允許任何單位透過內建永遠可見的選單建造 — 一直沿用至二十世紀的來臨。
《鬼屋魔影》（Alone In The Dark, 1992年）並不是第一個生存恐怖遊戲，卻種下了今天被稱為生存恐怖類型遊戲的種子。它制定了後來在「以光碟為基礎主機」上風行一時的公式，當中著名的遊戲如《惡靈古堡》及《沉默之丘》等。
冒險遊戲繼續開發，如雪樂山的《國王密使》系列、與魯卡斯製片/LucasArts的《猴島小英雄》系列帶入圖形互動與「點擊」觸發遊戲進行的新概念。《迷霧之島》與其續集激勵了新型態謎題為主的冒險遊戲。1993年出版的迷霧之島本身是率先完全使用高容量CD-ROM儲存格式遊戲中的一個。儘管《迷霧之島》獲得在主流遊戲的成功，日漸普及的動作與即時遊戲致使較早期數十年挑電腦遊戲大樑的冒險與模擬遊戲開始漸漸淡出市場。
1990年代Maxis開始發行它成功的《模擬XX系列》，從《模擬城市》開始，以其它不同的變種作為延續，如《模拟地球》、《模擬城市2000》、《模擬螞蟻》（Sim Antz）、《模拟大楼》及2000年推出、後來膾炙人口的日常生活模擬器──《模拟人生》。
1996年，隨著3dfx的Voodoo晶片上市，引領了第一個個人電腦上使用的平價3D加速卡。這些專為3D渲染的子卡任務為進行較精細三維圖形計算的一部分 （主要是紋理過濾），這可讓忙碌於處理遊戲邏輯與所有圖形工作的CPU騰出空來以顯示更細緻的圖形。第一人稱射擊遊戲（如有名的《雷神之錘》）是其中第一個利用這新技術的。當其他遊戲亦步亦趨時，第一人稱射擊遊戲就變成新3D硬體發展的主要領導力量。FPS亦成為效能測量指標，一般習慣是在某特定遊戲的特定場景每秒畫面幾禎作為丈量標準。
許多其他非主流的遊戲類別於這個十年內被創造出來。Looking Glass Studio的《神偷》與其續集是首次創造「第一人稱偷襲」一辭的遊戲；雖然玩家仍質疑它是否為第一個「第一人稱匿蹤 （first person stealth）」的遊戲。回合制策略遊戲隨著來自3DO的《魔法門之英雄無敵》（HOMM）系列更進一步進展導引許多主流玩家嘗試這個複雜的類型。
互聯網遊戲亦挾早年發展的MUD（多人參與歷險遊戲）餘威發揚光大於90年代。Id Software1996年遊戲《雷神之錘》是互聯網第一人稱遊戲對戰的先驅。互聯網多玩者對戰能力變成幾乎所有FPS遊戲的不成文的必要條件。其他遊戲類別亦開始提供線上對戰，包括RTS遊戲如微軟《世紀帝國》、暴雪娛樂的《魔獸爭霸》與《星海爭霸》系列、以及回合制的遊戲如《魔法門之英雄無敵》。MMORPG（大型多人在線角色扮演遊戲）如《網路創世紀》與《無盡的任務》將玩家從在某些遊戲只允許有限數量同時間進行裡解放出來，並將MUD的永恆世界（persistent world）概念推進到圖形多玩者遊戲紀元。網頁瀏覽器插件的開發如Java與Macromedia Flash讓簡易網頁遊戲變得可能。這些都是些小型單人或者多玩者遊戲讓玩者只需要瀏覽器就可以快速下載快速享受而不需安裝。其最受歡迎的應用是某些解謎遊戲、經典的街機遊戲、以及多玩者卡片或者紙版遊戲。
自從FPS與RTS降臨以來，市面上新遊戲的類型便非常少產生，可能的例外是第三人稱射擊遊戲。這類遊戲如《俠盜獵車手III》、《分裂細胞》、《駭客任務：重裝上陣》、與《刺客任務》全部使用使用第三人稱攝影機視角，但它們與其第一人稱的相對遊戲類似。

### 街機的衰退

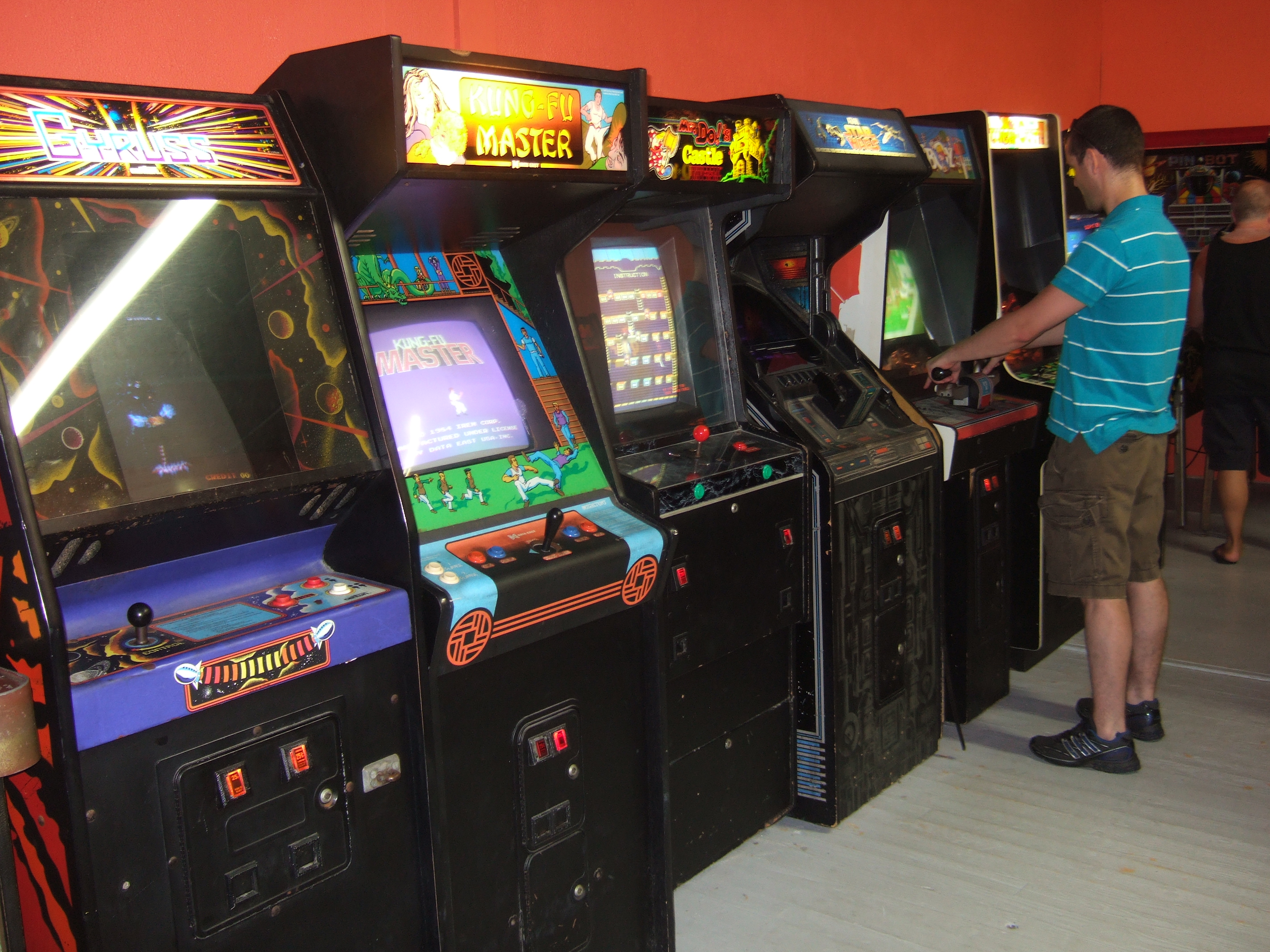
儘管街機在1990年代已日漸式微，現代格鬥電玩鼻祖《快打旋風II》仍憑著其流暢及刺激的格鬥玩法揭起了街機的最後一次狂潮。

隨著16位元與32位元遊戲主機的面世，家用電子遊戲日漸逼近大型機台所見圖形效果。越來越多的玩家寧願苦等受歡迎的街機移植到家用機也不願投幣一試。街機最後一次的狂潮是1990年代早期的《街頭霸王II》與一對一格鬥遊戲流派。隨著後繼的街機數量衰減，許多遊樂場被迫關門。傳統的投幣式電玩大部分變成專業玩家的領域。
那些過去街機留下來的空位部分被某些專門提供乾淨、安全的環境，以及昂貴的遊戲控制系統的大型遊樂中心所填滿。這些街機通常是跟運動（如滑雪、賽車）相關，或者是音樂遊戲如《勁爆熱舞》，這些從街機市場份額挖走了大塊份額。Dave & Buster's與GameWorks是美國這種型態環境的兩家最大連鎖店。同樣地，針對成人開發，這些街機也進入以全套服務 — 帶酒吧以及各種不同的街機遊戲 （賭博性質的也有） — 的餐廳。Chuck E. Cheese是類似的遊樂場，不過鎖定對象是小孩。

### 掌機降臨

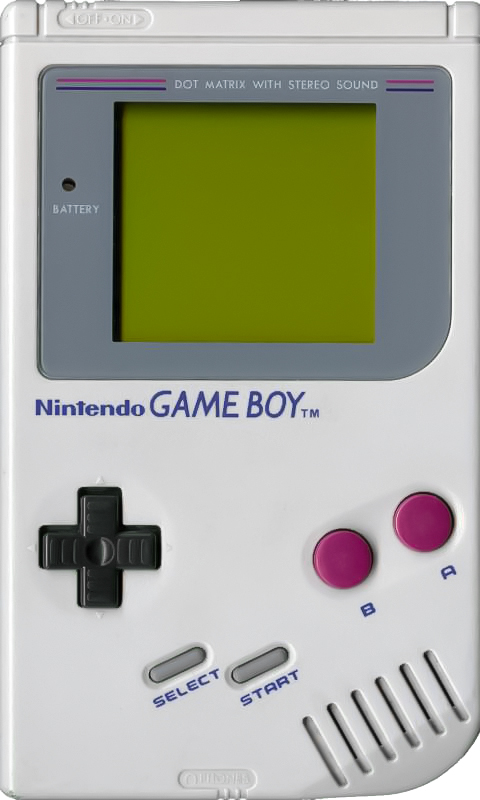
任天堂Game Boy

1989年，任天堂發行了自十年前慘淡收場的Microvision後第一種攜帶型遊戲機──Game Boy。由橫井軍平領軍的設計隊伍也曾負責開發Game & Watch系統。系統中包括《俄羅斯方塊》：一個著名的拼方塊遊戲。另外幾種與之競爭的攜帶型遊戲機也在當時紛紛發行，包括Game Gear和雅达利Lynx（第一種有彩色LCD顯示屏的攜帶型遊戲機）。儘管Game Boy以外大部份的其它系統佔據技術上的優勢，它們卻受到高耗電及少量第三方開發者支持的困擾。至90年代中期其它系統依然在生產，但Game Boy一直在銷售量上長据榜首的位置直至停產。

### 第四期 (1987－2004)

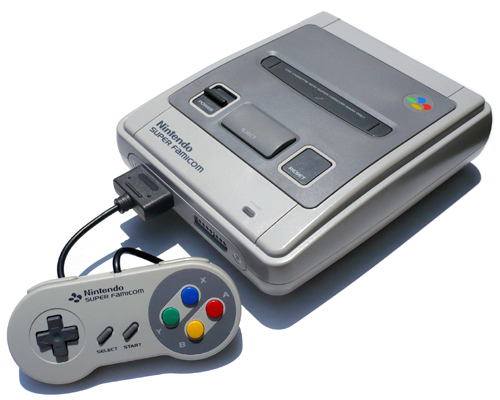
超級任天堂（簡稱超任和SFC）

第四世代是以1987年在日本發售由日本電氣研發的PC Engine（北美版稱為TurboGrafx-16）作為開始。而世嘉的Mega Drive（在北美被稱為Genesis）在它1989年發行後很早就證明了其自身的價值。對此，任天堂使用下一世代遊戲系統──超級任天堂──1991年的發行作出回應。日本電氣的PC Engine很早就發行了，但由於有限的遊戲數量及Hudson Soft所施加的極端發行量限制，它並沒有在美國取得重大成果。
這世代的競爭亦是個不誠實的行銷年代。PC Engine照紀錄是第一個16位元的家用系統，不過其中央處理器HuC6280只有8位元單一晶片，而只有其HuC6260圖形處理器才是真正純16位元晶片。此外，在技術上這種做法要比美泰兒的Intellivision徹頭徹尾16位元處理器要簡單的多。同樣的世嘉的行銷手段誇大其主機性能：他們所使用的術語實際上只是告訴消費者Mega Drive的CPU時脈比超任快了點而已 （7.67 MHz vs. 3.58 MHz）。
在日本市場，PC Engine1987年挑戰紅白機的成功與其光碟機週邊讓該家用機避開了Mega Drive （Genesis）於1988年火紅的勢頭。Mega Drive在日本國內從未像國外市場一樣受到關注。PC Engine最終敗給了超級任天堂，不過直到90年代末期仍保有足夠玩家去支持新遊戲的發行。
光碟機為這一世代開始在家用機上首見，並以附加配備方式於1988年登上 PC Engine，於1991年登上 Mega Drive。許多遊戲像《VR賽車》和《星際火狐》透過於其卡匣內建額外處理器使得基本三維圖像得以以平直濃淡處理多邊形形式進入主流市場。
SNK 的 NEOGEO 在1990年發行時是當時最昂貴的主機，而且該現象維持了幾年。其顯示二維圖形的能力與品質領先其他家用機數年之久。其中的原因是它包含了 SNK 街機裡的相同硬件。這是自家用《碰碰彈子台》以來第一次在消費者能在自家中獲得真正「與街機無異」的享受。

### 第五期 (1993－2006)

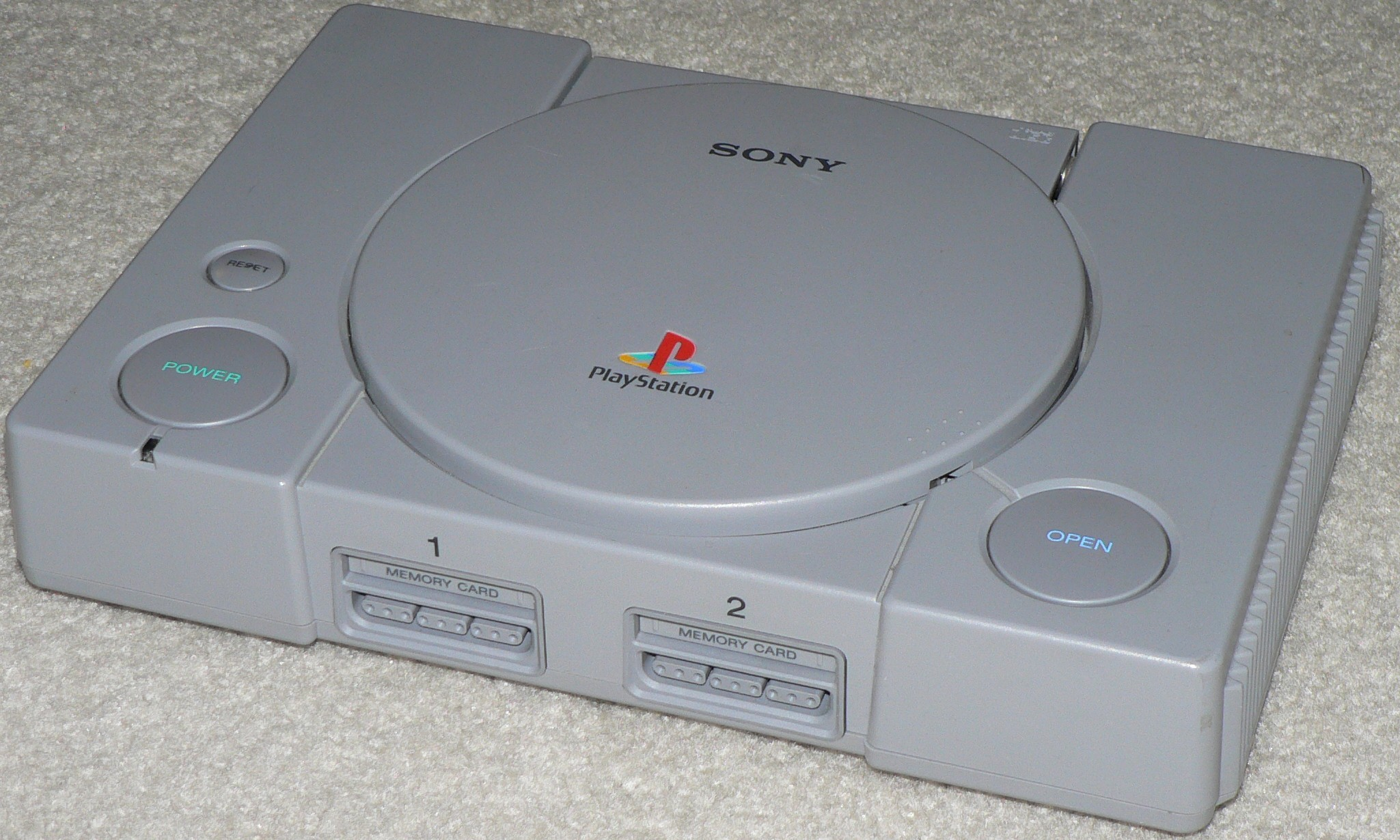
在遊戲軟體數量上以絕對優勢成為電子遊戲第五世代大贏家的遊戲主機──PlayStation

於1993年11月，雅達利發售雅达利Jaguar，一種並不成功的64位元遊戲機 — 因為玩家已經知道索尼與世嘉大概會佔有市場。一年後，於1994-1995年間，世嘉發售世嘉土星並且索尼發行PlayStation作為其進入電子遊戲業界敲門磚。儘管兩者皆使用32位元技術；世嘉土星於美國發售是以一受爭議的廣告 — 一部 PlayStation 被從大樓住戶窗戶丟出以試著說服觀眾世嘉土星遠比PlayStation要好 —開始的。索尼PlayStation稍後成為32/64位元年代世界上最成功的家用機。
在多次計畫延期後，任天堂於1996年發售其64位元家用機任天堂64。該平台旗艦產品：《超級瑪利歐64》成為3D平台遊戲的業界標準。
1996年《動感小子》於日本國內 PlayStation 上發行，推廣了音樂遊戲類型。後繼類似類型遊戲如《Beatmania》與《勁爆熱舞》（Dance Dance Revolution） 成為日本街機界無所不在的叫座遊戲。雖然《動感小子》、《DDR》、與其他類似遊戲推行到北美市場時也有不少粉絲，音樂遊戲一直到下個10年才取得廣大大眾的接受。
其他這時代的遊戲里程碑包括Rare公司的任天堂64遊戲：《黃金眼007》 （1997）該遊戲以其帶來許多創新受到批評家喝采，這些創新如專為家用機開發的第一個第一人稱射擊遊戲，以及許多業界先驅並隨後穩定成該類型的必要特點如狙擊鏡、爆頭、與目標導向的任務。1998年任天堂發售《薩爾達傳說》冒險系列的首部 3D 遊戲：《薩爾達傳說 時之笛》，該遊戲常常被許多遊戲評論家視為遊戲歷史上來最偉大遊戲之一。《時之笛》許多的創新特性影響了後來類似的遊戲達十數年之久。
任天堂64沿用了卡匣而非CD-ROM，此举带来了较高的成本并引起游戏厂商的不满。值得一提的是，史克威爾把之前由任天堂家机平台独占的《最终幻想》系列转給了PlayStation；1997年《最终幻想VII》的巨大成功，使 PlayStation成为該類遊戲的主要平台，并带动RPG的流行。
PlayStation发布数年后取得家用机霸主地位，索尼由此一举成为電子遊戲业的行业領導。世嘉的Saturn在日本获得一些成功但在北美市場却遭受挫敗。与此同時任天堂64虽然也有一定斩获，但也未能超過PlayStation的銷售量，这使得任天堂失去了行业的领导地位。

## 2000年代
电子游戏业界在游戏方式和操作方式上出现许多重大改变。操作方式的变革包括动作感应，触摸屏幕，无线操控；游戏方式深受网络潮流影响，普及了实时语音交流，PC上游戏在增强相互交流基础上加强了网络化趋势。
便携式游戏竞争日益激烈。

### 第六期 (1998－2013)
第六世代電子遊戲家用機出現大搬風，隨著世嘉退出硬體市場，任天堂落後，索尼業界領導地位日趨穩固，以及微軟的登場。
1998年投入市場的Dreamcast，開啟了此世代的大門，但其銷路不佳，隨後在後繼機種出現前就淡出市場，世嘉因此撤退到第三方遊戲開發市場。索尼以PlayStation 2開啟新的紀元，該機器日後成為目前為止銷售最佳的家用機。任天堂在PS2發售一年後推出GameCube，這是該公司第一個以光碟為主的家用機。雖然GameCube遠比PS2系統硬體配置強，但它比起PS2就飽受缺乏第三方遊戲支援的困擾， 被標籤於「小孩專用機」的印象，同時沒什麼現時市場熱門的遊戲。

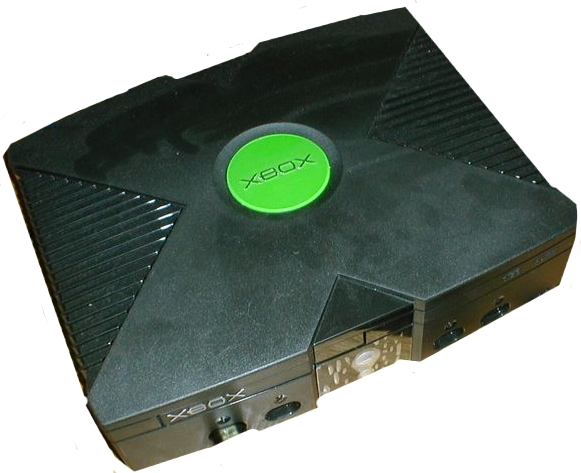
Xbox，微軟進入家用電子遊戲產業的試金石

在2001年年終之前，視窗作業系統暨專業生產力軟體巨擘微軟，挾家用機市場成熟與世嘉和任天堂的衰頹，以Xbox切入電子遊戲業。以英特爾奔騰3 CPU為底，該家用機重度仗個人電腦科技之勢，得以減輕其內部研發開銷。為了要在市場上站穩方寸之地，據傳聞微軟虧本銷售Xbox，而將收益轉嫁集中在遊戲開發與出版所得。在該世代結束之前，Xbox與GameCube全球銷售平分秋色，不過因為近乎所有的銷售集中在北美地區，所以Xbox在美國的優勢略比任天堂高。
在本世代，任天堂仍舊主宰了掌機市場。1998年的Game Boy Color以及其後2001年的Game Boy Advance，維持任天堂在市場上的地位。芬蘭手機製造商諾基亞以N-Gage切入掌機市場，不過欠缺足夠的遊戲廠商支持而告失敗。

#### 另類控制器的歸來
本世代的另一個顯著特徵是眾多製造商回應愛好者回復外加週邊控制器的製造。當時的控制器花樣並不算新 — 任天堂在原本紅白機就有許多種控制器，並且PC遊戲在過去早有方向盤和飛機搖桿 — 不過這一次，家用電子遊戲藉其之便登上這十年的大舞台。科那美挾其引入「腳」控制器的塑膠軟墊之便將其1998年《勁爆熱舞》（Dance Dance Revolution）大作搬入一般家庭。世嘉隨其《歡樂森巴》（Samba de Amigo）發行一個類似響葫蘆（maracas）的控制器。任天堂隨其《大金剛》系列作品發售附帶小鼓控制器。同時出版商紅辛烷以PS2與Xbox平台上的《吉他英雄》及其吉他形狀的控制器創下意料之外的大賣。

#### 按时收费的線上遊戲崛起
隨著價廉物美的寬頻互聯網連線在全球普及，許多出版商轉向时间计费線上遊戲，作為一種創新嘗試。大型多人在線角色扮演遊戲（MMORPG）號召了許多作品的賣座，如《魔獸世界》（World of Warcraft）與《最終幻想XI》（Final Fantasy XI）。此类遊戲主打PC市場，Xbox透過其內建的網路介面分了一杯羹。而PS2與GameCube缺乏上線能力，兩者後來都有這類連網附加週邊發行，但反响效果不如Xbox live。

#### PC遊戲隨性化、家用機專門化
從PC遊戲開始，一種被稱為「隨性遊戲」 — 指的是有限複雜度、設計來縮短或者不需要大量練功準備的遊戲 — 的新趨勢開始吸引業界開發者的眼球。如Popcap的《寶石方塊》、《美女餐廳》、以及後來跨平台的《fl0w》；而其他遊戲有著放鬆的步調與開放式結局。在這些遊戲裡，最賣座的是Maxis公司的《模拟人生》。該遊戲超越《迷霧之島》成為史上銷售冠軍。
遊戲使用者自創或修改厂商而发布模組(MOD) 的現象是DOOM以來開始的一種趨勢。其进入商业化阶段最著名的例子是1999年發行的《反恐精英》，該遊戲仍舊是史上最受歡迎的線上第一人稱射擊遊戲，它基于《半條命》。結果，遊戲設計師了解到模組的潛力，所以他們開始鼓勵模組創造整合成为商业作品或者增加卖点。某些例子如《魔域幻境之浴血戰場》讓玩家導入3DSMax產生的場景作為角色模組之用，以及Maxis的《模拟人生》讓玩家可以建立自訂物件。
在業界的另一個角落，家用機遊戲繼續PS所建立的流行趨勢，訴求複雜、老練的、以成人為對象作為遊戲體驗。娛樂軟體分級委員會（ESRB）列為T與M的遊戲在此世代獨占絕大部分銷售大餅。這些遊戲包括Halo、惡靈古堡、俠盜獵車手。特別是《俠盜獵車手》，銷售長紅且惡名昭彰。俠盜獵車手III在許多國家（例如澳洲）被禁。玩家發現俠盜獵車手：聖安德烈斯有隱藏的性場景。而該場景可以透過互聯網下載補丁解鎖，導致它在美國暫時被重新分級為成人專用 （Adult Only, AO）直到該發行商Take Two Interactive發行修改版為止。即使過去對成人內容基本不屑一顧（除了N64上的Conker's Bad Fur Day)的任天堂，也出版了其第一個M級的遊戲：Silicon Knights開發的永恆的黑暗:心靈悲歌；同時GameCube成为暫時的卡普空《生化危機IV》專有發行平台。

### 第七期 (2005－2017)
第七世代的一個主要爭論著眼於遊戲哲學與設計，伴隨著某些人稱以「世代」識別電子遊戲是充滿問題與過度武斷的。这个时期开始，主要出版商更为注重家用機。比起专用游戏机，PC游戏产业相对下挫。

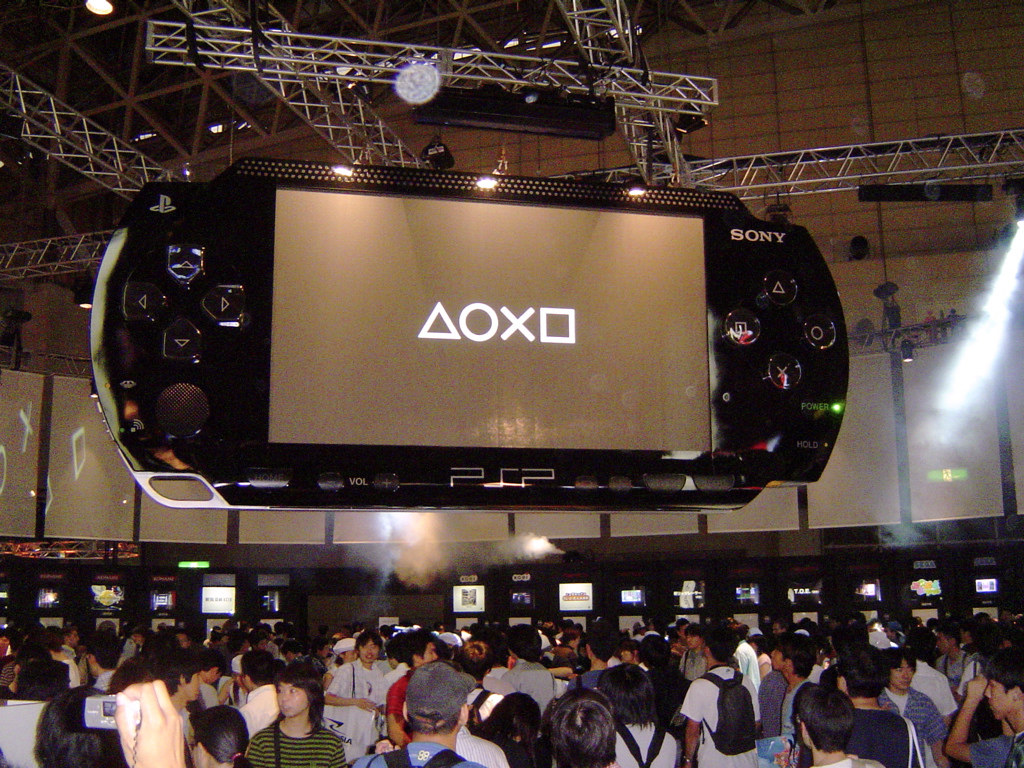
PSP發布大會

第七世代因掌機緣故早早粉墨登場，隨著在2004年間相隔一個月任天堂介紹其DS掌機，以及索尼首度發行PlayStation Portable。一方面PSP挾其強大的圖形與運算能力，追隨其1990年代中期建立起的優勢腳步攻城掠地，另一方面任天堂將其籌碼賭在低階運算、卻主打新奇控制介面的設計。DS的雙屏幕設計 （其中一個是觸控式的） 證明了這想法極度受到消費者歡迎，特別是年輕小孩與青壯年遊戲玩家特別喜歡任天堂對應的遊戲：任天狗與《DS腦力鍛鍊》。在PSP抓住一大部分PS玩家的同時，DS仍舊讓任天堂在掌機市場裡保持其主宰的地位。任天堂於2006年更新其產品線為DS Lite，並預計在2008年日本、2009年歐美更新為任天堂DSi；另一方面索尼計畫於2007年更新PSP。諾基亞於2004年回收其N-Gage平台，不過於2008年晚期重新進入市場。
在家用機市場，微軟於2005年11月發行Xbox 360首先邁向其下一代產品，而索尼亦於2006年發行PlayStation 3。兩者的高解析度圖形、大容量以硬碟為主的次儲存媒體、以及 XBox Live 與 PlayStation Network 整合網路及同好進行線上遊戲暨銷售平台都設下該世代的技術標準。兩者配備強大，是首次其處理能力堪與個人電腦相匹敵的家用機，又同時價位相對合理。兩者比起大部分過去的家用機更貴：XBox 360價格約在$300或$400美金左右；而PS3啟始發售價$500與$600美金。第七世代最高級的PS3是打從Panasonic版本3DO以來市面上最貴的家用遊戲機，約為$700美金。
任天堂當時不被看好。大部分的業界分析師預測將落後於第二名的市佔率，將會終結其於PS3幾週後亮相的新代號「革命」 （後來被更名為Wii） 的家用機，其中幾位分析師甚至預測它會步上類似世嘉脫離市場的後塵。結果任天堂在電子遊戲業界成功翻身。儘管Wii處理能力仅較其上世代的家用機為優（与xbox持平），相較落後于时代，加上任天堂本身拒絕公佈或者確認主機技術規格，但是任天堂向媒體強調展示其基於動作控制及紅外線指向的新控制器企劃。但該家用機在2006年聖誕節假期完全售罄，並且在其後18個月繼續奇貨可居。Wii成為在世界大部分遊戲市場上有史以來銷售最快的家用遊戲主機。

#### 開發遊戲成本增加
隨著高解析度影像的客群正是對追求融入體驗遊戲老玩家，遊戲中對視覺上預期伴隨著製作上的複雜度，導致遊戲公司開發預算水漲船高。在許多遊戲工作室看到他們在Xbox 360辛苦工作的專案得到回報的同時，PS3銷售上沒有預料到的弱點導致某些開發者賠的很慘，而且許多之前準備採專出PS3策略的出版商破產，或者這些出版商得完全取消PS3遊戲專案以減少損失。。

#### 任天堂由遊戲集聚資本
在此同時，任天堂由Wii遊戲與其本身DS的成功得到啟發，開始製作利用動作控制直觀本質的遊戲。強調在玩遊戲的策略，如隨機販售的遊戲《Wii Sports》超越了《超级马里奥兄弟》成为史上最畅销的游戏软件之一。隨著Wii遊戲機的起飛，許多出版商以快速上架的遊戲填補Wii的真空，導致某個遊戲網站創造了搪塞軟件（shovelware）一辭來描述由老出版商與新創公司這類一窩蜂趕二手鴨子上架的「鴨子」。雖然任天堂繼續製作某些被稱為「專門」的遊戲，不過他們許多經典商品重新打造成「橋接遊戲」，意指提供新玩家引領隨性遊戲到較入門的交錯體驗。這些遊戲包括任天堂旗艦遊戲《超級瑪利歐銀河》，主宰2007年最佳遊戲。然而，一些PlayStation玩家批評任天堂顯然冷落核心玩家而討好一般消費大眾，他們認為這種行為是難以持久的。

#### 動作控制使遊戲控制發生了徹底變革

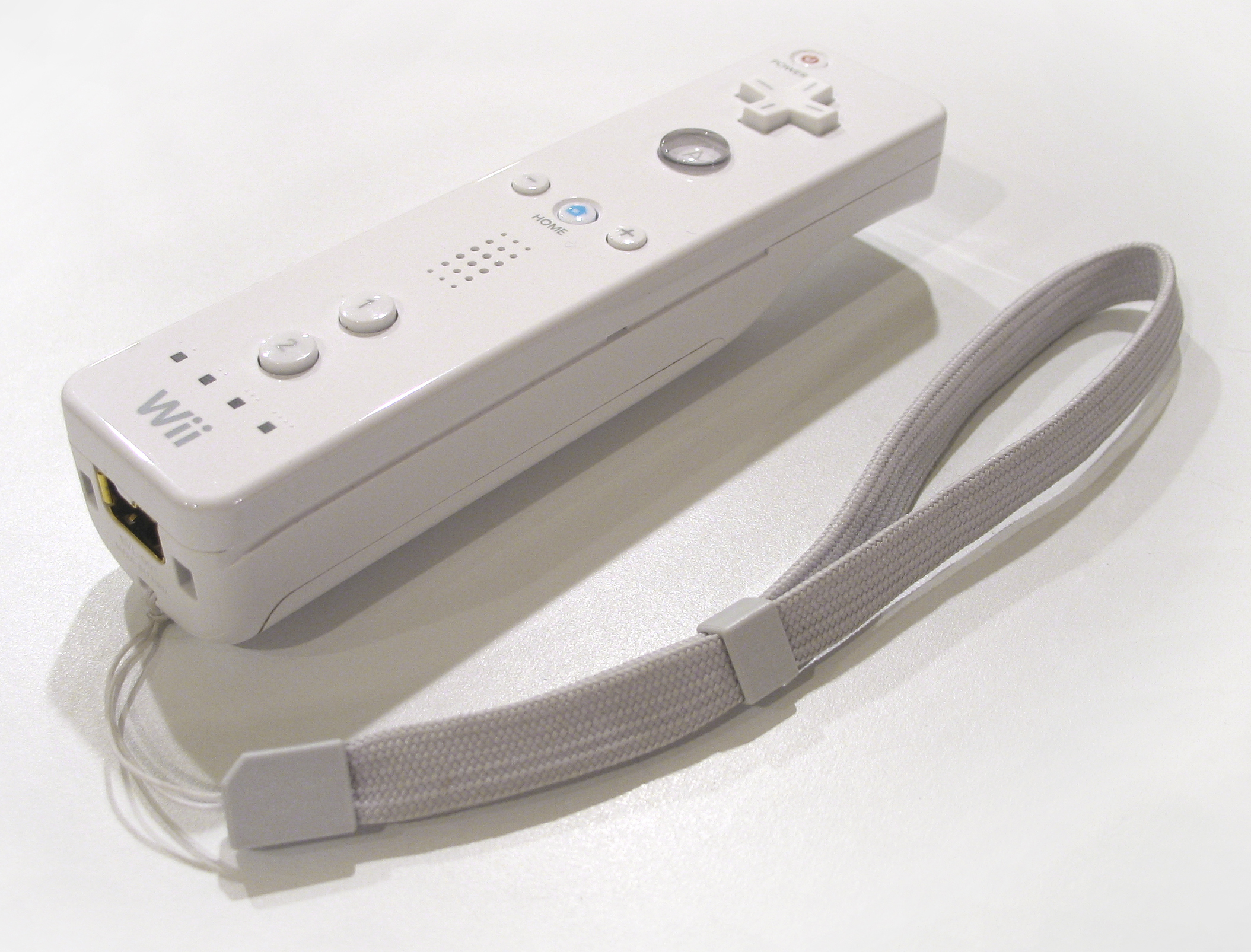
Wii Remote體感控制器

玩家的遊戲互動方式在此世代戲劇性的改變，特別是任天堂採用動作控制作為一種互動的標準。Wii Remote實現了放諸四海皆成功的準則，不過索尼亦實驗其六軸動作控制器，同時微軟也常常把Xbox 360會開發類似技術掛在嘴邊。在Wii紅外線指標系統廣受好評 （它亦是遊戲如任天堂的《銀河戰士3：墮落》(Metroid Prime 3: Corruption）與EA的《榮譽勳章：鐵膽英豪2》（Medal of Honor Heroes 2）成功的主因) 然而，動作控制的可靠程度已更捉摸不定，即使最精巧的動作控制無法在畫面上達到1對1完全複製玩者的動作。任天堂2008年對於其MotionPlus模組的通告意欲解答評論家對這方面的關切。
另類控制器亦持續是遊戲發展的重心，依照與紅辛烷的吉他英雄系列與Harmonix的搖滾樂團（Rock Band）日趨繁多的相關控制器顯示那樣。任天堂也製造了許多配件可搭配在Wii控制器上，給特定遊戲使用。這些配件如Wii Zapper是給射擊遊戲，而Wii Wheel是駕駛遊戲專用的。它們也延伸其控制器如與《Wii Fit》還有其他出版商像THQ與EA遊戲搭配的平衡板。其他公司預計於2008年後期到2009年早期跟進腳步控制整合。
2010年，微軟和索尼分別推出了動作感應控制器Kinect（對應Xbox 360）和PlayStation Move（對應PlayStation 3）。其中，Kinect無需用戶手持控制器。其後，Kinect成為金氏世界紀錄史上銷售速度最快的消費性電子產品。

## 2010年代

### 第八期 (2012－現今)
有許多觀點認為第八世代的遊戲機將會面臨來自智慧型手機、平板電腦和智能電視遊戲市場的嚴峻挑戰。包括文明時代2(現改為歴史時代)等來自安卓的历史手機游戲由於這些裝置的成長速度極快，許多分析家認為第八世代可能是家用遊戲機的最後一個世代。在發售前就已透過群眾募款獲得數百萬美元資金的遊戲機OUYA，將開源自由開發和免費遊玩的商業模式帶入了第八世代主機。GameStick、NVIDIA Shield、Ouya和Steam Box等公司都試著想加入市場競爭；但卻都很少被人以第八世代遊戲機來稱呼。但遊戲機的高低端分化益趨明顯，方便快速手機應用、獨立創作遊戲等，以及巨額投資的大作品、有職業比賽環境的網路遊戲等。本部分提到的主要是大製作的遊戲，可以提供完全的享受。或是高度的討論。

### 任天堂3DS
任天堂3DS(日文：ニンテンドー3DS，英文：Nintendo 3DS)
原预定2010年后半年发售。后推迟到2011年2月26日率先发行日版。

### WiiU
任天堂於2011年6月舉行的E3遊戲展中發佈，並於2012年11月18日發售。

### 任天堂Switch
任天堂於2016年10月20日首次於網絡影片上公開正式名稱「任天堂Switch」和其造型，並於2017年3月3日在日本、北美、歐洲和香港發售。與其他遊戲主機不同, 任天堂Switch採用了混合了家用主機和便攜式遊戲機的概念。

### PlayStation Vita
俗稱PSVita，2011年PSVita首次亮相。

### PlayStation 4
2013年2月20日索尼電腦娛樂在美國紐約正式公布PS4，並於同年11月15日發售。
2016年9月8日索尼互動娛樂在紐約舉辦發佈會，公佈了PlayStation 4的改版機型「PlayStation 4 Slim」及強化版機型「PlayStation 4 Pro」。Slim機型在2016年9月15日在全球發售，而Pro機型於同年11月10日發售。

### Xbox One
2013年5月22日微軟在「Xbox 見証新世代的來臨」發表會中，正式發表繼承 Xbox 360 的新一代 Xbox「Xbox One」，並於同年11月22日發售。
微軟在2016年的E3遊戲展上公佈了Xbox One的更新版本「Xbox One S」以及作為效能升級版的代號「天蠍座」主機。Xbox One S在2016年8月起陸續在全球範圍內發售，而「天蠍座」命名為「Xbox One X」於2017年11月7日發售。

## 2020年代

### Playstation 5
2020年9月17日索尼電腦娛樂在線上發布會正式公布PS5，並於11月12日發售。
光線追蹤、4K60fps、自適應扳機等功能成為索尼新世代遊戲機的特點，以索尼為首的遊戲陣營在遊戲設計上更著重在敘事內容，擬真等角度
。 鑒於手機遊戲持續運營的成功模式，索尼及更多廠商偏向開發一種成本較低且較高回報的服務型遊戲，彌補高畫質大作過高的成本。

### Xbox Series X/S
2019年12月12日，微軟在TGA遊戲大獎頒獎典禮上，發佈新世代遊戲機，宣布新機種名為Xbox Series X
2020年9月8日，微軟公布新世代遊戲機效能較低的版本Xbox Series S，效能相較於Series X 低，鑒於2019冠状病毒病疫情導致產能的短缺，Xbox Series S 成為當時容易入手的遊戲機。微軟正式發展租借的月費訂閱服務(Xbox Game Pass)銷售遊戲，開拓遊戲界的新市場，以低成本的價格即可暢玩大量遊戲。 隨着這種遊戲模式經營的成功，亦吸引了不少遊戲公司推出訂閱服務，例如索尼電腦娛樂在2022年5月16日推出相關的訂閱服務PS Plus，